# Dolmen von Østerballe
 Der Dolmen von Østerballe liegt in einem Rundhügel von etwa 10 m Durchmesser auf der ebenen Heide nordöstlich von Balle in Djursland in Dänemark. Das Großsteingrab stammt aus der Jungsteinzeit etwa 3500–2800 v. Chr. und ist eine Megalithanlage der Trichterbecherkultur (TBK). Die heute mit Heidekraut und Gras bedeckte Heide wurde früher kultiviert; die Felder sind noch erkennbar. 
Der aus zwei 0,6 (außen) und 0,9 m (innen) hohen Steinpaaren bestehende Gang des Polygonaldolmens ist nach Osten gerichtet. Das innere Gangsteinpaar ist von Wand zu Wand durch einen Schwellenstein verbunden. Von dort fällt der Gang zum inneren Schwellenstein ab, der etwa 0,3 höher liegt als der Boden der eingetieften Kammer. Die Innenhöhe der Kammer beträgt etwa 1,8 m. Die hexagonale Kammer besteht aus fünf etwa gleich großen Tragsteinen. Der Deckstein ist etwa 1,8 m breit, 2,4 m lang und 0,95 m dick. Der Dolmen wurde 1888 geschützt. 
In der Nähe liegt der Dolmen in der Balle Mark.